# Songjiang (Provinz)

Ehemalige Provinz Songjiang

Songjiang (chinesisch 松江省, Pinyin Sōngjiāng Shěng) bzw. Sungkiang war eine ehemalige Provinz im Nordosten Chinas, die auf dem Gebiet der heutigen Provinzen Heilongjiang und Jilin lag. Mudanjiang war die Hauptstadt. Sie wurde 1934 als Teil des Staates Mandschukuo geschaffen. Im Osten grenzte sie an die UdSSR, und entlang eines Teils der Südgrenze verliefen die Flüsse Nen Jiang und Songhua Jiang. 1949 wurde Hejiang in Songjiang eingegliedert, und 1954 wurde das nördliche Songjiang in die Provinz Heilongjiang und der südliche Teil in die Provinz Jilin eingegliedert.